# مگنوس جرنمیر
مگنوس جرنمیر (انگلیسی: Magnus Jernemyr؛ زادهٔ ۱۸ ژوئیهٔ ۱۹۷۶) بازیکن هندبال اهل سوئد است.
از باشگاه‌هایی که در آن بازی کرده‌است می‌توان به باشگاه هندبال بارسلونا و باشگاه فوتبال بارسلونا اشاره کرد.